# Kalapanunggal (Cikadu)
Kalapanunggal is een bestuurslaag in het regentschap Cianjur van de provincie West-Java, Indonesië. Kalapanunggal telt 3732 inwoners (volkstelling 2010).